# Allium cathodicarpum
Allium cathodicarpum — вид рослин з родини амарилісових (Amaryllidaceae); ендемік Ірану.

## Опис
Цибулина одна, ≈ 1.5 см у діаметрі, яйцювата; зовнішні оболонки чорнуваті. Стеблина довжиною до 14 см. Листок один, базальний, до 17 см в довжину, 1.6 см в ширину.

## Поширення
Ендемік південно-центральний і центральний Ірану.